# Faustus Cornelius Sulla (quaestor)
Faustus Cornelius Sulla (första århundradet före Kristus) var en politiker under romerska republiken och son till Lucius Cornelius Sulla Felix. 
Under Pompejus Magnus kampanj i Judeen år 63 tillhörde Sulla armén. Under belägringen av Jerusalem samma år var Sulla förste man över muren vilket var en hög prestige.
Faustus Cornelius Sulla var quaestor 54 f.Kr. Han tillhörde pompejanerna under romerska inbördeskriget och i ett försök att förmå de Caesarvänliga kungarna Bocchus och Bogud att stödja Pompejus föreslogs han av senaten att sändas till Mauretanien. Detta förslag nedröstades genom veto av folktribunen Philippus. Han kan vid något tillfälle ha varit praetor, då han av Julius Caesar omnämns som propraetor (före detta praetor).